# Marjeta Cotman
Marjeta Cotman, slovenska pravnica, sodnica, notarka in političarka, * 2. oktober 1956, Ptuj.
V času 8. vlade Republike Slovenije je bila prvo državna sekretarka, nato pa ministrica na ministrstvu za delo, družino in socialne zadeve. V času predsedovanja SLO EU v leti 2008 je kot predsedujoča kot Slo. ministrica pokrivala področja zaposlovanja, socialne politike, zdravja in varstva potrošnikov.

## Življenjepis
Marjeta Cotman se je rodila 2. oktobra 1956 na Ptuju. Leta 1984 je diplomirala na Pravni fakulteti Univerze v Ljubljani. Po pripravništvu na Višjem sodišču v Mariboru in opravljenem pravosodnem izpitu se je zaposlila na Občini Ormož kot premoženjskopravna svetovalka in inšpektorica ZUP. Leta 1988 se je zaposlila na Republiški geodetski upravi kot samostojna svetovalka za upravnopravne zadeve, leta 1992 pa na Ministrstvu za pravosodje in upravo kot svetovalka ministra na področju ugovora vesti vojaških dolžnosti. Sledila je zaposlitev v Državnem zboru RS, kjer je bila vodja Oddelka za peticije in sekretarka Komisije za peticije. Od leta 1996 do leta 2003 je bila članica izpitne komisije za strokovne izpite upravnih delavcev iz splošnega in posebnega dela ZUP. Od leta 2003 je bila sodnica za prekrške v Ljubljani. Leta 2004 je bila tudi članica Komisije za izpraševanje in vodenje strokovnih izpitov za vodenje in odločanje v prekrškovnem postopku na Upravni akademiji Ministrstva za notranje zadeve. Konec leta 2004 je bila imenovana za državno sekretarko na Ministrstvu za delo, družino in socialne zadeve, ob  leta 2006 pa za ministrico na MDDSZ  Po končanem ministrskem mandatu se je vrnila v strokovne vode - postala je notarka na Brezovici pri Lj.
Delo notarja je opravljala do marca 2020, ko je bila z glasovanjem DZ RS imenovana za namestnico Varuha človekovih pravic RS.